# Coleonema juniperinum
Coleonema juniperinum är en vinruteväxtart som beskrevs av Otto Wilhelm Sonder. Coleonema juniperinum ingår i släktet Coleonema och familjen vinruteväxter. Inga underarter finns listade i Catalogue of Life.